# Chalkozyn
Chalkozyn (gr. khalkos, chalkos - "miedź") – minerał z grupy siarczków.

## Charakterystyka

### Właściwości
Zwykle wykształca zbliźniaczenia. Na ścianach kryształów często występuje charakterystyczne prążkowanie. Występuje w postaci skupień zbitych, ziarnistych lub naskorupień czy żył. Minerał kruchy, nieprzezroczysty. Należy do minerałów rzadkich, rozpowszechnionych tylko w niektórych rejonach Ziemi.

### Występowanie
Powstaje w wyniku procesów hydrotermalnych, w niskich temperaturach. Występuje w żyłach i gniazdach kruszcowych, w łupkach ilastych i marglistych. Częsty w strefach cementacji miedzionośnych wystąpień siarczkowych. Występuje w towarzystwie digenitu, kowelinu, bornitu, kuprytu, chalkopirytu, stromeyerytu.
Miejsca występowania:
- Na świecie: USA – Butte, Montana, Arizona, Bisbee, Utah, Wielkiej Brytanii, Meksyku, Rosji, Kazachstanie, Namibii – Tsumeb, Niemczech – Mansfeld.
- W Polsce: Dolny Śląsk – Lubin, Polkowice, Sieroszowice, Rudna, w rejonie Nowego Kościoła, na Przedgórzu Kaczawskim, w Górach Złotych, Rudawach Janowickich.

### Zastosowanie
- Ważne źródło otrzymywania miedzi (zawartość wagowa do 80% Cu).
- Minerał interesujący dla kolekcjonerów.
- Bywa okazjonalnie wykorzystywany w jubilerstwie, do wytwarzania żałobnej biżuterii.